# John H. Trumbull
John Harper Trumbull (* 4. März 1873 in Ashford, Connecticut; † 21. Mai 1961 in Plainville, Connecticut) war ein US-amerikanischer Politiker und von 1925 bis 1931 Gouverneur des Bundesstaates Connecticut. Er war Mitglied der Republikanischen Partei.

## Frühe Jahre und politischer Aufstieg
Trumbull erhielt nur eine rudimentäre Bildung, wurde aber später ein erfolgreicher Geschäftsmann, der 1898 sein eigenes Elektrovertragsunternehmen eröffnete. Ein Jahr später gründete er die Trumbull Electric Company, deren Präsident er zwischen 1899 und 1944 war. Trumbull diente auch während des Ersten Weltkrieges und stellte eine Kompanie von Connecticuts State Guard auf. Nach dem Krieg entschied er sich, eine politische Laufbahn einzuschlagen. Er kandidierte 1921 für einen Sitz im Senat von Connecticut, wo er nach erfolgreicher Wahl bis 1925 verblieb. Ferner gewann er 1924 die Wahl zum Vizegouverneur von Connecticut.

## Gouverneur von Connecticut
Am 8. Januar 1925 trat Gouverneur Hiram Bingham von seinem Amt zurück und Trumbull übernahm seine Amtsgeschäfte. Er wurde 1927 und 1929 jeweils wiedergewählt. Während seiner Amtszeit errichtete er eine solide Umgebung für Geschäftserweiterungen, förderte die Luftfahrtentwicklung und lancierte zahlreiche Bauprojekte. Die Weltwirtschaftskrise wirkte auf seine letzten Jahre im Amt. So scheiterte er bei der Verbesserung der Probleme der steigenden Arbeitslosigkeit sowie der Reduzierungen im Bau und Produktion.
Trumbull verließ am 7. Januar 1931 sein Amt und zog sich aus dem öffentlichen Dienst zurück. Er blieb als Vizepräsident der Connecticut Humane Society und der Connecticut Historical Society aktiv. John Trumbull verstarb am 21. Mai 1961 und wurde auf dem West Cemetery in Plainville beigesetzt.